# Itajá (Goiás)
Itajá est une municipalité brésilienne de l'État de Goiás et la microrégion de Quirinópolis.